# Actionauts
Actionauts é um jogo eletrônico inicialmente desenvolvido para o console Atari 2600 em 1984 e posteriormente para o Commodore 64. O jogo só foi comercialmente lançado em 2008, em edição limitada.

## Desenvolvimento
Actionauts, cujo nome inicial do projeto era Microbots, começou a ser concebido no começo de 1984, após seu criador, Rob Fulop, deixar a empresa Imagic. A inspiração veio da invasão de robôs na cultura mundial durante a década de 1980. Fulop idealizava um jogo em que pudesse ensinar conceitos de programação, como a depuração. Também planejava inserir um personagem secundário para servir como "conflito" em níveis mais elevados do jogo, bem como adicionar um número significativo de níveis de dificuldade para além dos nove já existentes. O projeto inacabado foi abandonado em junho de 1984, devido à decrescente demanda de mercado, e seria reaproveitado dois anos mais tarde para o Commodore 64.
A partir de um único protótipo, o projeto foi retomado em 2007. Em abril de 2008, uma edição limitada de 250 cópias de cartuchos do jogo original para Atari 2600 foi lançada. Contando com a ajuda de John Payson, Rob Fulop adicionou mais níveis de desafio ao jogo, bem como corrigiu alguns dos erros mais proeminentes no código do jogo. Também encarregou-se de recriar os rótulos dos cartuchos, caixas e demais materiais impressos, deixando para o site AtariAge a produção manual dos cartuchos, inserindo placas de memória ROM em envoltórios plásticos de cartuchos inutilizados.

## Jogabilidade
O objetivo do jogo é controlar um robô por meio de um labirinto, através de uma série linear de comandos, até fazê-lo chegar a um pedaço de queijo. Actionauts consiste de duas telas. A tela principal do jogo é a que exibe o robô e seus movimentos. Abaixo dela encontra-se a tela onde são inseridas as instruções. São basicamente quatro os comandos: seguir em frente, virar à esquerda, virar à direita e atirar. Eles são interpretados pelo robô na ordem em que foram inseridos. Se o jogador entrou com a série correta de comandos, o robô avança pelo labirinto em direção ao queijo. Se o jogador cometeu um erro, então deve voltar a editar a lista de comandos e tentar novamente. A velocidade do robô é possível de ser controlada pelo jogador.